# 기타나다촌 (에히메현 기타우와군)
기타나다촌(北灘村)은 에히메현 기타우와군에 설치되었던 촌이다. 현재의 우와지마시 남부에 해당한다.